# Kdegames
kdegames (KDEGames) je softwarový balíček projektu KDE obsahující převážně karetní, arkádové a deskové hry.

## Seznam her

### kdegames 4.0

#### Arkády
- KBounce klon hry JezzBall
- KGoldRunner – klon hry Lode Runner
- KLines – klon hry Lines
- Kolf – simulátor golfu
- KSameGame
- KSpaceDuel – variace hry Spacewar!

#### Deskové hry
- Bovo – hra Gomoku
- KBattleship – hra Battleship
- KMahjongg – hra Mahjong solitér
- Shisen-Sho – hra podobná hře Mahjong
- KReversi – hra Reversi
- KFourInLine – hra Connect Four

#### Karetní hry
- KPatience – solitérové hry Klondike, Spider, FreeCell a další
- Lt. Skat

#### Hry s kostkami
- KJumpingCube
- Kiriki – hra Yahtzee

#### Logické hry
- KAtomic – klon hry Atomix.
- KBlackBox – klon hry Black Box
- KMines – hledání min
- KNetwalk
- KSquares – hra Dots and Boxes
- KSudoku – sudoku

#### Strategie
- Konquest

#### Hračky
- KTuberling – „bramborový chlapík“ (pro děti)

### Nové hry v kdegames 4.1
- Kollision
- KBlocks – tetris
- Kubrick – rubikova kostka
- KDiamond – hra typu Bejeweled
- KBreakout – hra typu Breakout
- KSirk – klon hry Risk

### Hry pouze v kdegames 3
Tyto hry nejsou součástí verze 4.x kvůli tomu, že jejich vývojáři je již dostatečně neudržují.
- KPoker
- KAsteroids – klon Asteroids
- KFoulEggs – hra Puyo Puyo
- KSirtet – jednoduchý tetris
- KSmileTris – variace tetrisu
- KSnake – klon Rattler Race (had)
- KTron
- Atlantik – monopoly
- KBackgammon – vrhcáby
- KenolabA
- Klickety
- KSokoban – Sokoban